# Batizovské pleso
Batizovské pleso je karové ledovcové jezero v Batizovské dolině ve Vysokých Tatrách na Slovensku. Pleso má rozlohu 3,48 ha a je 288 m dlouhé a 160 m široké. Dosahuje hloubky 12 m. Objem činí 232 089 m³. Leží v nadmořské výšce 1884 m.

## Okolí
Na východě se zvedají stěny Dromedárova chrbátu Gerlachovského štítu. Jižně prochází tatranská magistrála. Na jihozápadě se ve vzdálenosti 150 m nachází podstatně menší Malé Batizovské pleso a za ním na západě se zvedají svahy ramene Končisté. Na severu se mírně zvedá Batizovská dolina. Okolí jezera je kamenité.

## Vodní režim
Je to jediné větší pleso v dolině. Protéká jím Batizovský potok, který ústí na severozápadě a odtéká na jihovýchodě. Zhruba 200 m pod jezerem se nacházejí Batizovské vodopády. Má také nepravidelný přítok zpod ramene Končisté. Rozměry jezera v průběhu času zachycuje tabulka:
| Rok     | Měření prováděl   | Rozloha ha | Délka m | Šířka m | Hloubka max.m | Objem m³ |
| ------- | ----------------- | ---------- | ------- | ------- | ------------- | -------- |
| 1928    | Josef Schaffer    | 2,7792     | 234     | 160     | 11,2          | [ 2 ]    |
| 1961–67 | pracovníci TANAPu | 3,480      | 288     | 160     | 8,7           | [ 2 ]    |
| 2005    | Gregor, Pacl      | 3,4775     | [ 2 ]   | [ 2 ]   | 10,5          | 232 089  |

## Přístup
Pleso je veřejnosti přístupné každoročně v období od 16. června do 31. října a za příznivých povětrnostních podmínek (především pokud není mnoho sněhu) i mimo toto období. Pěší přístup je možný:
- Po tatranské magistrále od Popradského plesa (2,5 hodiny).
- Po tatranské magistrále od Sliezského domu (1 hodina).
- Po žluté turistické značce z Vyšných Hágů (2,5 hodin).
- Po zelené a  žluté turistické značce z Tatranské Polianky na tatranskou magistrálu a dále po ní k plesu (2.45 hod).

## Kalamita
Přístupové turistické značky byly v pásmu lesa značně zničeny vichřicí v roce 2004 a následným požárem v roce 2005 a od té doby se pracuje na jejich obnově.